# Дарко Ђуришић
Дарко Ђуришић (Србица, 23. март 1927 — Херцег Нови, 20. октобар 2014) био је српски сликар и педагог из Црне Горе.

## Биографија
Дарко Ђуришић је учио сликарство на Цетињу код Петра Лубарде и Мила Милуновића, потом у Херцег Новом код Мирка Кујачића. Дипломирао је на Ликовној Академији у Београду у класи професорке Љубице Цуце Сокић.
Усавршавао се у Паризу као стипендиста Фонда „Моша Пијаде“, затим у Италији, Шпанији, Русији и Грчкој. 
Бавио се педагошким радом у Херцег Новом, Цетињу, Рожајама, Бару и на Факултету умјетности у Никшићу. Касније је радио као кустос Завичајног музеја, Галерије „Јосип Бепо Бенковић“ у Херцег Новом.

## Уметничко дело
У пејзажима и портретима сликао је претежно експресионистички и колористички (Предео из Савине, Конављанка).
Средином педесетих година 20. века на сликама у тамној гами обликује форму истакнутом графиком (Конављанка, Острво). Од шездесетих година прошлог века. користио је светлију боју и сировије боје, које би временом постајале све интензивније са психоделичним подтоном: зелена, жута, плава, љубичаста. Примењује их широким, изражајним потезима, наглашавајући контрасте боја и сукцесивно сређивање тонских прелаза, којима дефинише форме. Објекти, дрвеће, крива вегетације, кривина, сугеришући покрет који даје драматичну ноту предметној констелацији композиције. У неким композицијама, замагљивањем обриса облика, приближавао се асоцијативној апстракцији (Херцег Нови).

## Самосталне изложбе
- Цетиње (1956),
- Титоград (1960, 1974),
- Херцег Нови (1974, 1988, 1995, 2006).

## Групне изложбе
- Титоград;
- Сарајево;
- Београд;
- Цетиње;
- Бар;
- Љубљана;
- Приштина;
- Котор;
- Никшић;
- Херцег Нови;
- Нови Сад;
- Сомбор;
- Суботица;
- Зрењанин;
- Барлета;
- Хамбург;
- Штутгарт;
- Манхајм;
- Осло;
- Тунис;
- Каиро;
- Александрија;
- Никозија;
- Варна;
- Грац.

## Награде
- Награда Херцегновског зимског ликовног салона, Херцег Нови (1973, 1980).